# Campionati del mondo di ciclismo su pista 1974
I Campionati del mondo di ciclismo su pista 1974 si svolsero a Montréal, in Canada.

## Medagliere
| Posiz. | Nazione          | Oro | Argento | Bronzo | Totale |
| ------ | ---------------- | --- | ------- | ------ | ------ |
| 1      | Unione Sovietica | 3   | 3       | 1      | 7      |
| 2      | Germania Ovest   | 3   | 0       | 0      | 3      |
| 3      | Paesi Bassi      | 2   | 1       | 2      | 5      |
| 4      | Cecoslovacchia   | 2   | 0       | 1      | 3      |
| 5      | Danimarca        | 1   | 0       | 0      | 1      |
| 6      | Italia           | 0   | 2       | 2      | 4      |
| 7      | Belgio           | 0   | 2       | 1      | 3      |
| 8      | Germania Est     | 0   | 1       | 1      | 2      |
| 9      | Stati Uniti      | 0   | 1       | 0      | 1      |
| -      | Australia        | 0   | 1       | 0      | 1      |
| 11     | Polonia          | 0   | 0       | 2      | 2      |
| 12     | Spagna           | 0   | 0       | 1      | 1      |
|        | Totale           | 11  | 11      | 11     | 33     |